# 創世紀 (馬)
創世紀（英語：Nassa），是一匹曾在南非和香港出賽的已退役賽駒，來港後練馬師是苗禮德。

## 簡介
2017年11月5日，史卓豐策騎「創世紀」勝出國際三級賽婦女銀袋賽。
2019年3月13日，「創世紀」因歷經各種傷患（包括懸韌帶、左前腿橈骨及右前腿肌腱均曾受創）而宣告退役，正式結束其競賽生涯。

## 在港勝出賽事全紀錄
| 比賽日期   | 賽事名稱     | 賽事班次 | 賽道 | 賽事路程 | 比賽馬場 | 名次 | 完成時間 | 騎師   |
| ---------- | ------------ | -------- | ---- | -------- | -------- | ---- | -------- | ------ |
| 05/11/2017 | 莎莎婦女銀袋 | G3       | 草地 | 1800米   | 沙田馬場 | 1    | 1:45.41  | 史卓豐 |

## 外部連結
- . 香港賽馬會. 2017-11-05  [2020-05-21]. （原始内容存档于2017-11-10）.